# Coralia Veloz Fernández
Coralia Veloz Fernández. (La Habana, 4 de noviembre de 1949)  es una actriz cubana que ha trabajado en varios programas de televisión, novelas, películas, entre otras cosas, destacada en su labor profesional como trabajadora de la cultura.

## Biografía
Hija de los famosos actores y cantantes Ramón Veloz y Coralia Fernández, nació en La Habana el 4 de noviembre de 1949, su vida se ha desarrollado, desde muy pequeña, en el medio televisivo, donde ha actuado en múltiples seriales, novelas y teatros en TV, así como en la animación de programas musicales. 
Ha realizado varias temporadas de teatro con éxito de crítica y de público. Su carrera cinematográfica, a pesar de no ser tan extensa, se caracteriza por lo relevante de sus actuaciones. Es madre de la también actriz cubana Tahimí Alvariño.

## Filmografía
- 1983 Hasta cierto punto. Dir. Tomás Gutiérrez Alea.
- 1988 Vals de la Habana Vieja. Dir. Luis Felipe Bernaza.
- 1994 Reina y rey. Dir. Julio García Espinosa.
- 1998 La vida es silbar. Dir. Fernando Pérez.
- 2000 Lista de espera. Dir. Juan Carlos Tabío. 
  - Hacerse el sueco. Dir. Daniel Díaz.
  - En la distancia (cortometraje). Dir. Jorge Luis Barber.
- 2012   Café amargo. Dir. Rigoberto Jiménez.
- 2021 Guerra (cortometraje). Dir. Yelenis Planos.

## Televisión
Ha trabajado desde pequeña en este medio artístico, en teleseries y novelas de mucha popularidad y en teatro para la televisión. Algunas de las obras donde ha participado son: Juan Palmieri, Las tres hermanas, La pérgola de las flores, Cornudo, apaleado y contento, La zapatera prodigiosa, La señorita Julia, Dos en el cachumbambé, ¿Quién le teme a Virginia Woolf?, Una mujer soñadora, El millonario y la maleta, El rojo y el negro, Ilusiones perdidas, Mi prima Raquel, El primo Basilio, Feliz cumpleaños, La casa de Bernarda Alba, Las razones oscuras.

## Radio
Ha trabajado en novelas y obras de la literatura cubana e internacional. Alguna de éstas son: La tía Tula, La guerra y la paz, La dama de Alba, La Celestina, Saco y Vanzetti, Cumbres borrascosas, Adiós a las armas, Pepita Jiménez, Lila la de los ojos color del tiempo.

## Teatro
Dos en un cachumbambé, Cimarrón, Apaleado y contento, La novela perdida, Confrontación, del dramaturgo Nicolás Dorr (con gran éxito de público), y en 2002 participó en Se secó el arrollito de Compay Segundo.

## Distinciones y premios
- Medalla 25 Aniversario. Seguridad Personal. MININT.
- Sello Cultural Juan Marinello.
- Medalla por el Servicio Distinguido. MININT.
- Medalla 23 de agosto. FMC.
- Medalla Distinción por la Cultura Cubana.
- Sello 80 Aniversario de la Radio Cubana.
- Hacerse el sueco
- Premio a la mejor actuación femenina. Concurso de la Unión de Escritores y Artistas de Cuba. La Habana, 2000.
- Las razones oscuras
- Premio Caricato otorgado por la Unión de Escritores y Artistas de Cuba. La Habana, 2001.
- Reina y Rey
- Premio a la mejor actriz de reparto. Concurso de la Unión de Escritores y Artistas de Cuba. La Habana, 1995.